# Glory Samjolly
Glory Samjolly est une artiste peintre figurative britannique née le 4 septembre 1997 à Londres.

## Biographie

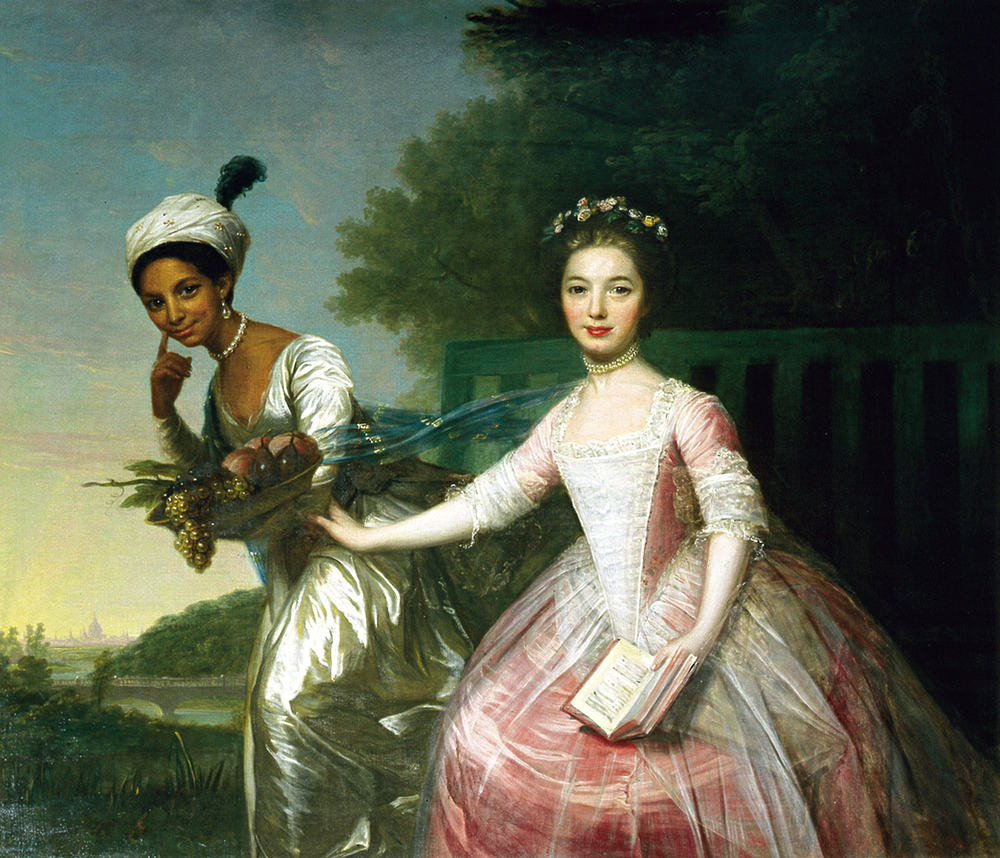
Dido Elizabeth Belle avec sa cousine Elizabeth Murray (1776 environ), attribuée à David Martin.

Née le 4 septembre 1997 à Londres d’une mère jamaïcaine et d’un père du Sierra Leone, Glory Samjolly est une artiste féministe noire qui a étudié les beaux arts au Wimbledon College of Arts (en). Durant sa deuxième année d'études, déplorant le manque de diversité d'origine des étudiants, elle étudie également cette sous-représentation des personnes noires dans l'art pictural ou leur minoration des rôles stéréotypés (esclaves, servantes, abolitionnistes), mais s'attache surtout à remettre en valeur la noblesse noire qui a existé en Europe depuis plusieurs siècles. Elle pointe que la faible représentation des personnes noires et plus encore des femmes indique une forme de dépréciation, mais elle dénonce plus encore que les œuvres existantes soient souvent peu mise en valeur voire reléguées dans les réserves des musées et galeries et qu'elles soient peu étudiées. Cette démarche artistique et militante lui a été inspirée par la lecture en 2014 d'un roman retraçant l’histoire de Dido Elizabeth Belle, l’une des rares aristocrates noires anglaises du XVIIIe siècle, un destin dont ses études ne lui avaient pas laissé entrevoir la possibilité.
La démarche de Glory Samjolly fait écho à celle d'autres artistes comme le peintre et sculpteur nigérian Yinka Shonibare, le peintre américain Kehinde Wiley, ou la photographe et peintre haïtienne Fabiola Jean-Louis (en). De même dans African Europeans: An Untold History, l'historienne britannique Olivette Otele documente l'émergence de figures comme ministre hollandais Jacobus Capitein ou Johannes Maurus au royaume de Sicile.
Dans la série Dear Archives, elle représente elle-même ou des personnes proches en costumes d'époque dans des tableaux inspirés par des œuvres de peintres célèbres : « ma série cherche à donner une nouvelle perspective des femmes de couleur dans le portrait historique, comme un reproche audacieux aux figures ethniques du portrait historique qui ont souvent été représentées sous un jour péjoratif ». Ainsi dans The Honourable Women of Slayage in their Study , elle se représente avec sa sœur et une autre étudiante britannique d'origine kosovare, Endrina Ibrahimi, à la place de négriers. Elle introduit des éléments contemporains dans ses tableaux en costume d'époque : dansThe Nuanced Architect in Thought où elle représente une jeune architecte sous les traits de sa cousine, elle ajoute dans sa main une anachronique bouteille en verre de Supermalt, comme un clin d'œil à l'Afrique, tout comme la présence d'un téléphone portable dans son autoportrait,.
Elle lance le compte Instagram @blackaristocratart qui connaît un rapide succès en mettant en valeur la présence noire ou asiatique dans les tableaux de maîtres européens des siècles passés afin de remettre en lumière ces personnalités oubliées de la noblesse ou de la bourgeoisie, ou dont l'origine extra-européenne ou minorées comme Alexandre Pouchkine ou Ivan Hannibal.
Après la mort de George Floyd, elle prend part aux manifestations inspirées par le mouvement Black Lives Matter, mais elle est critique sur l'orientation de luttes ou le recours à la violence du mouvement, estimant que les dirigeants ont plus peur « d'une génération éduquée de jeunes femmes et de jeunes hommes oqui comprennent assez la dynamique sociale de discriminations systémiques pour les démanteler ».